# マンドリンを持てる女
『マンドリンを持てる女』（マンドリンをもてるおんな、英: Woman with a Mandolin）は、日本の洋画家黒田清輝が1890年（明治23年）から1891年（明治24年）にかけて描いた絵画。裸体画。黒田がサロンに出品することを目標として取り組んだ最初の作品である。『読書』（1891年、東京国立博物館所蔵）や『朝妝』（1892年 - 1893年）とともに彼のフランス滞在期の代表作に挙げられる。マンドリンを腕に抱きながら物思いにふけっている半裸の女性像が描かれている。カンヴァスに油彩。縦76.4センチメートル、横60.6センチメートル。東京国立博物館に所蔵されている。
『マンドリンを弾く女』とも。パブロ・ピカソが1910年（明治43年）に製作した『マンドリンを持てる女』（マンドリンを持つ女、英: Girl with a Mandolin (Fanny Tellier)、ニューヨーク近代美術館所蔵）のほか、今西中通が1940年（昭和15年）に製作した『マンドリンを弾く女』（高知県立美術館所蔵）や藤島武二による『マンドリンを弾く女』は、同名の異なる作品。英語では “Woman Holding a Mandolin” とも表記される。

## 由来

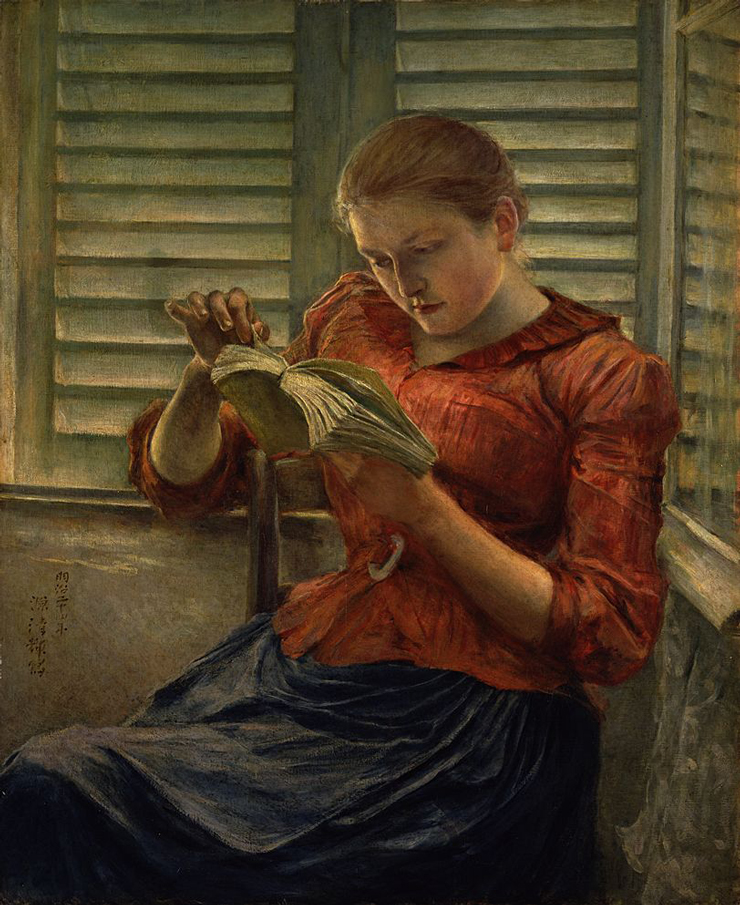
黒田清輝『読書』、1891年、東京国立博物館所蔵

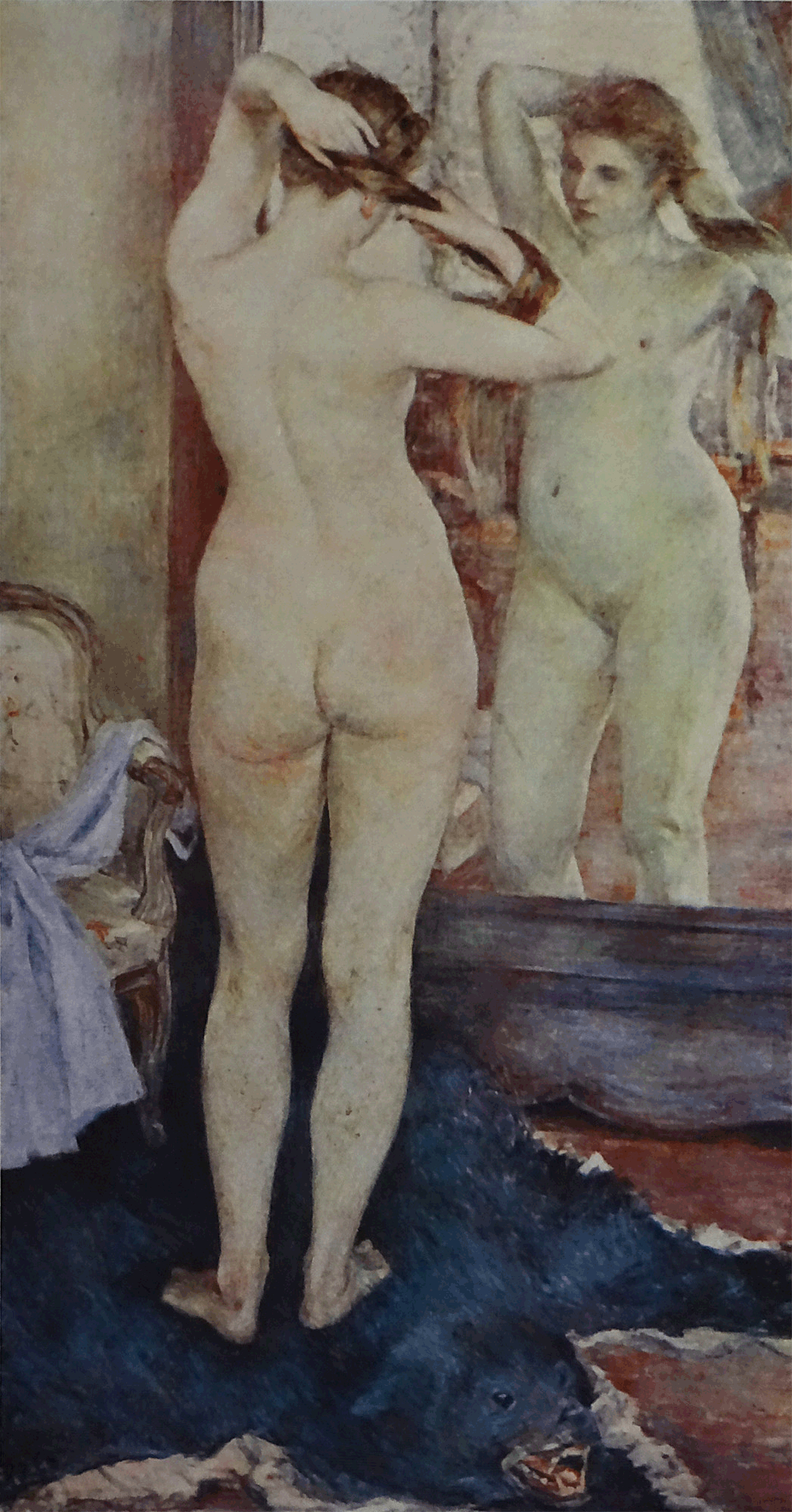
黒田清輝『朝妝』、1892年 - 1893年

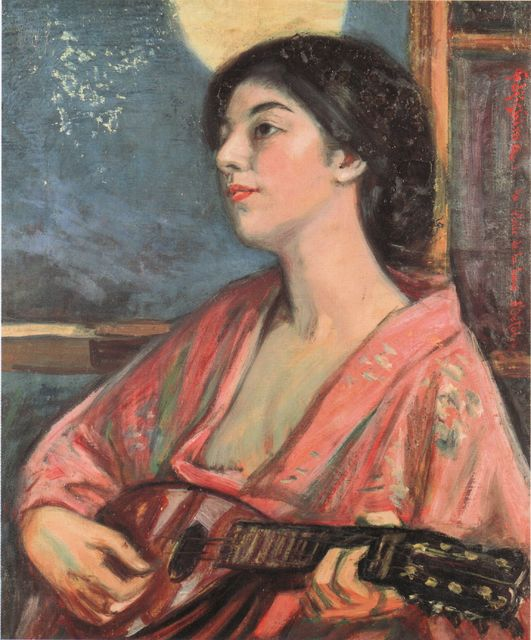
藤島武二『マンドリンを弾く女』

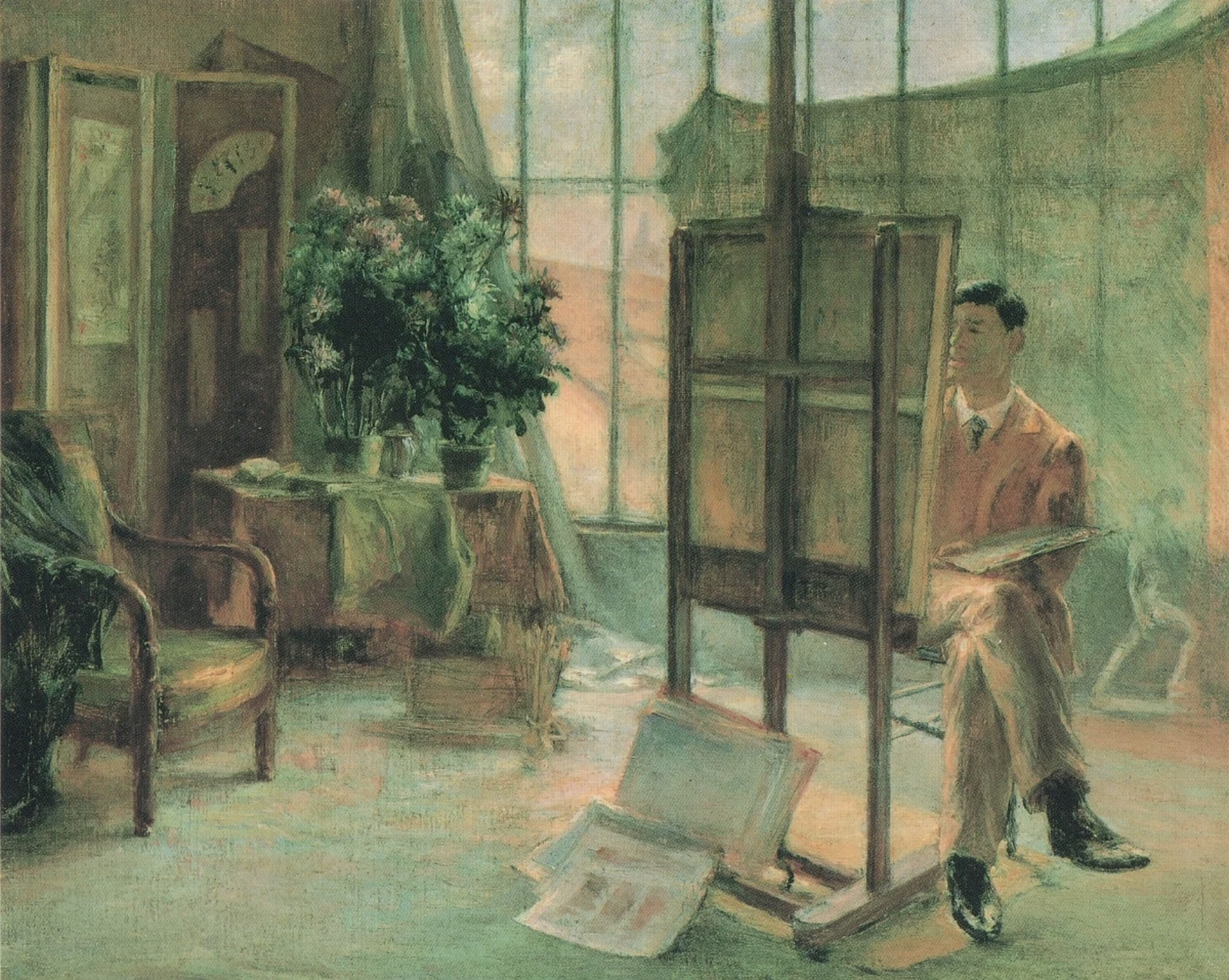
黒田清輝『画室にての久米氏像』、1889年、久米美術館所蔵

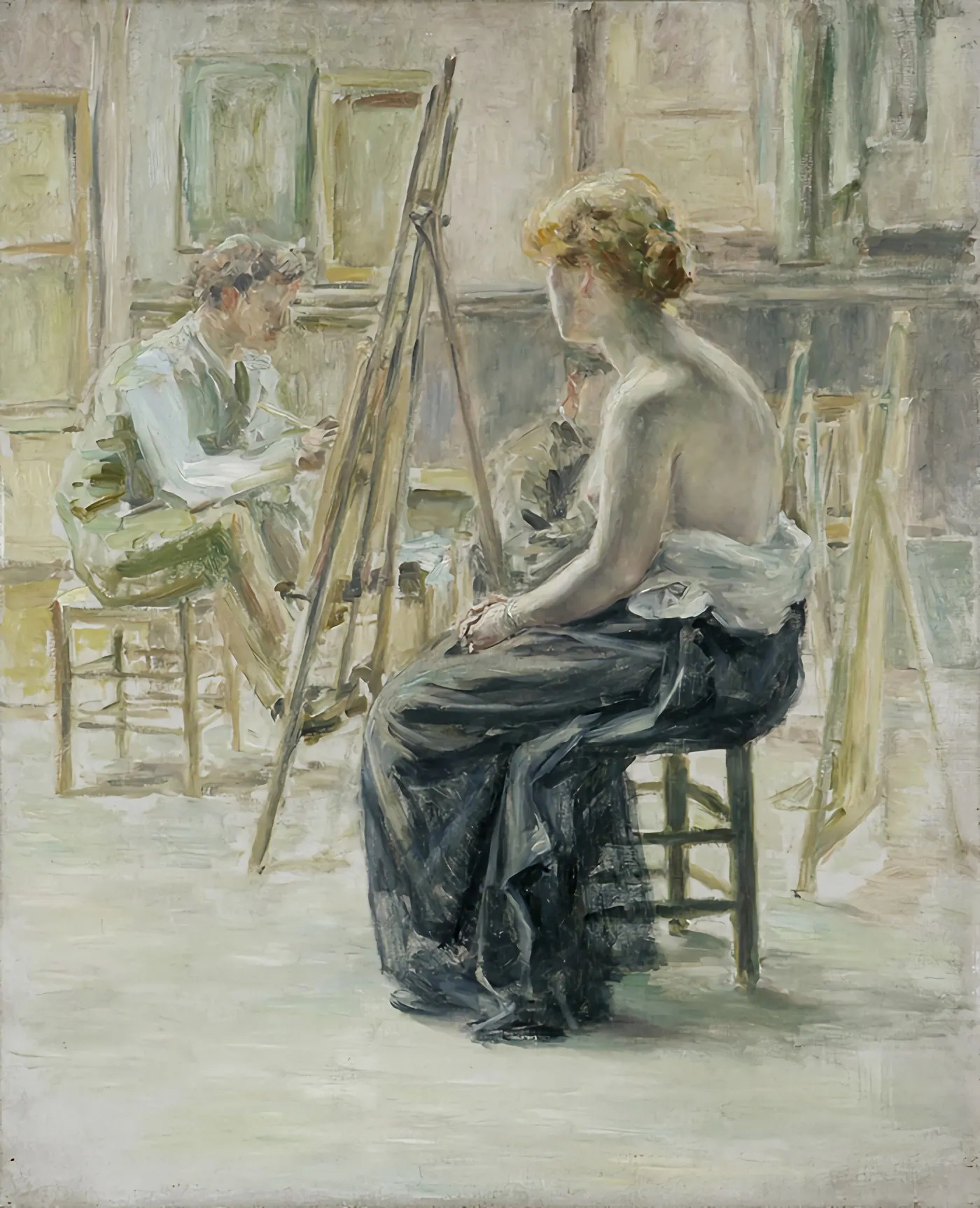
黒田清輝『アトリエ』、1890年、鹿児島市立美術館所蔵

1887年（明治20年）までは木炭画のみによる修業を行っていた黒田であったが、1888年（明治21年）より、師匠のラファエル・コランから油彩画を描くことを許可され、学校や自らのアトリエにおいて油彩による男女の裸体画を数多く製作した。このことによって、黒田がこの頃にはすでに的確に人物を描写していたことや、早期に油彩画法を身につけていたことがわかる。1889年（明治22年）には『画室にての久米氏像』（畫室にての久米氏像、画室にての久米桂一郎、久米美術館所蔵、東京都）を完成させ、翌1890年（明治23年）には『アトリエ』（鹿児島市立美術館所蔵）を製作している。
黒田は1889年（明治22年）から、サロンに出展することを目標として、本画『マンドリンを持てる女』の構想を練っていた。1890年（明治23年）の2月20日ごろから、自らのアトリエにモデルを雇用し、本画の製作に本格的に取りかかった。本画の製作に熱心に取り組んだが、その年のサロンの出品期限に間に合わず、またコランが旅行に出ていたために作品の批評を得ることができなかった。そのため、サロンへの出展を翌年に延期することにした。
1890年（明治23年）4月初旬には、本画の製作がほぼ完成された。同年8月は、パリ近郊の芸術家村、グレー＝シュル＝ロワンで主として『読書』の製作に時間を費やしたが、同年9月半ばごろには経済的な理由でパリに移り、描きかけていた『マンドリンを持てる女』に手を加える作業を行った。
1891年（明治24年）3月、コランの指導により、日本人による作品であることをはっきりと示すために、本画および『読書』に「源清輝寫」という署名と、「明治二十四年」という年記をいずれも漢字で記入した。黒田は、同月に開催されたフランス芸術家協会のサロンに油彩画2点と木炭画3点を提出した。油彩画は本画および『読書』であり、計5点のうち『読書』のみが入選した。

## 作品
本画は、黒田が初めて職業モデルを使って製作した作品である。1人の女性がアトリエの中で、ソファーの背もたれに当てたクッションに肩や頭部をもたせかけている。女性の姿は、明るい色調で描かれている。彼女は半裸姿であり、乳房が部分的に露わになっている。
撥弦楽器の1つであるマンドリンを左の腕で抱いており、物思いにふけっている様子である。美術史家の隈元謙次郎は、女性はマンドリンの演奏を終えたあとであるとしている。その一方で、美術史研究者の児島薫は、黒田は本画で、目を覚ましたばかりの女性を表現しようとしたとしている。
黒田は、養父の清綱に宛てた1890年（明治23年）3月13日付けの書簡に次のように記している。
趣向ハ女が琵琶を弾き終りてなニか物を思たりと云様な風情をかきたる積ニ御座候—黒田清輝、『黒田清輝日記』、1890年3月13日
女性の表情について、美術史研究者の山梨絵美子は、少しのぼせたような表情を浮かべているとしている。その一方で児島は、疲れて気の抜けた表情をしているとしている。
女性の視線について、美術史研究者のスーザン・ウォラー (Susan Waller) は、鑑賞者のほうに視線をまっすぐに向けているとしている。その一方で児島は、視線をそらしているとしている。

## 評価・解釈
黒田が養母の貞子に宛てた1890年（明治23年）4月3日付けの書簡によると、コランのもとに本画を持参し批評を求めたところ、コランは「かなりよく描けている」と称賛したとされる。鈴木健二ほか著『現代日本美術全集』には、「色調も調和を得ていて、甘美な雰囲気をかもし出している」との評価が掲載されている。
美術史家のノーマン・ブライソンによると、マンドリンとクッションは、作品に官能的な意味合いをもたせているとされる。ヨーロッパでは絵画に寓意性をもたせることが伝統的に行われてきた。美術史研究者の三輪英夫は、本画も、女性がマンドリンという楽器を手にしていることによって、単なる世俗画ではなく寓意画に仕上げられているとの見方を示している。